# Pycnarmon aripanalis
Pycnarmon aripanalis là một loài bướm đêm trong họ Crambidae.